# أرتور إسكوبار
أرتور إسكوبار (بالإنجليزية: Arturo Escobar؛ بالإسبانية: Arturo Escobar) هو عالم إنسان أمريكي وكولومبي، ولد في 1952 في مانيزاليس في كولومبيا.